# Bryse Peaks
Bryse Peaks är en bergstopp i Antarktis. Den ligger i Östantarktis. Australien gör anspråk på området. Toppen på Bryse Peaks är 1 872 meter över havet.
Terrängen runt Bryse Peaks är lite kuperad, och sluttar brant västerut. Trakten är obefolkad. Det finns inga samhällen i närheten. 